# Bronisław Bełczewski

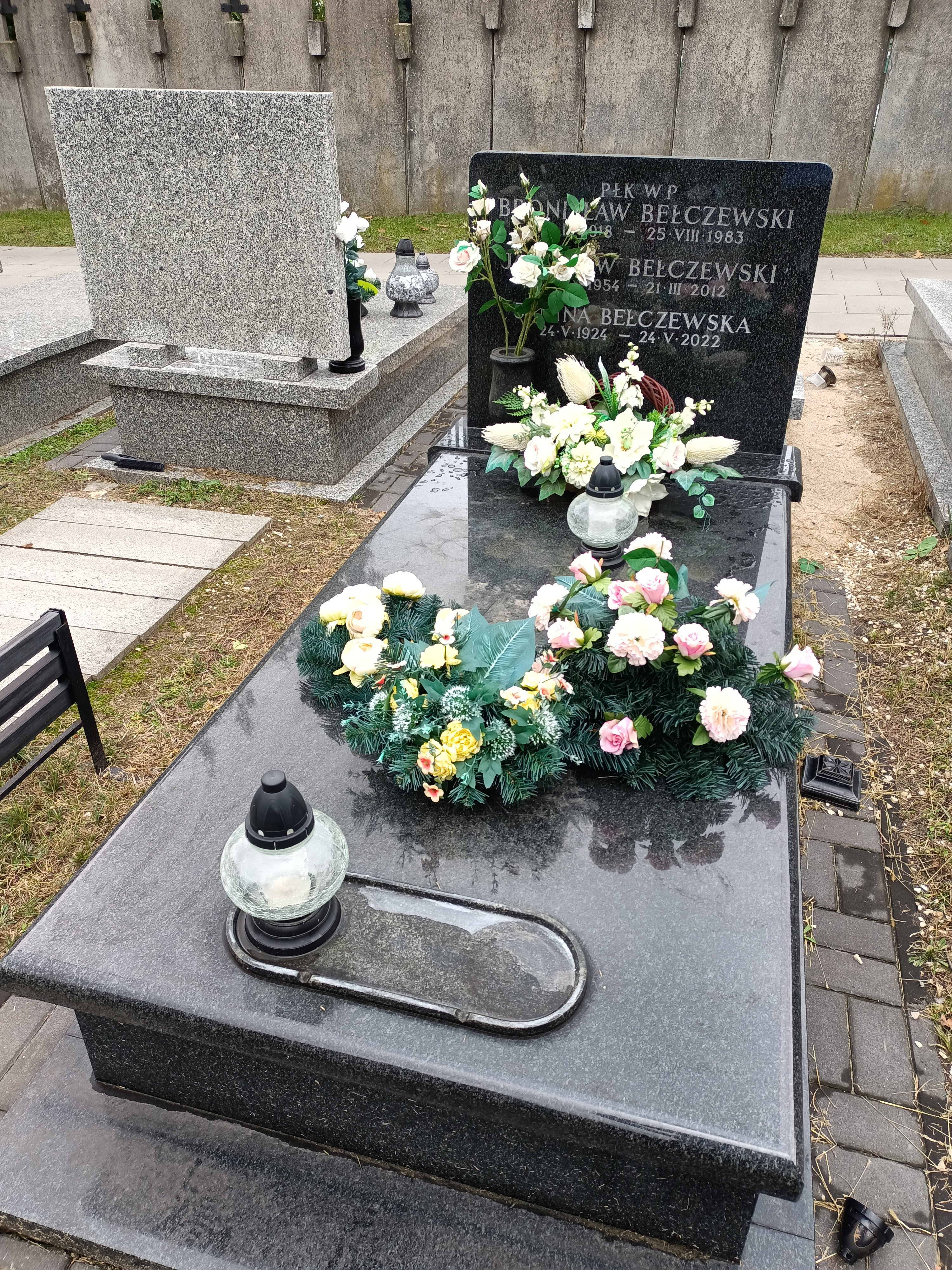
Grób Bronisława Bełczewskiego na Cmentarzu Wojskowym na Powązkach

Bronisław Bełczewski (ur. 1918, zm. 25 sierpnia 1983) – polski działacz komunistyczny, żołnierz Armii Ludowej, od września do grudnia 1944 I sekretarz Komitetu Wojewódzkiego Polskiej Partii Robotniczej w Sandomierzu (dla województwa kieleckiego).

## Życiorys
W ruch komunistyczny zaangażowany od roku 1942, kiedy wstąpił do Polskiej Partii Robotniczej. Został żołnierzem Armii Ludowej. Pod koniec sierpnia 1944 został delegatem Polskiego Komitetu Wyzwolenia Narodowego i przedstawicielem Komitetu Centralnego Polskiej Partii Robotniczej w Sandomierzu (dla przyczółka baranowsko-sandomierskiego), zajmował się tworzeniem rad narodowych i lokalnych komitetów partyjnych. 29 września 1944 objął stanowisko I sekretarza Tymczasowego Komitetu Wojewódzkiego PPR w Sandomierzu (działającego dla województwa kieleckiego). Stanowisko to zajmował do grudnia 1944, kiedy zastąpił go Jan Kula. W styczniu 1945 wybrany III sekretarzem Komitetu Wojewódzkiego PPR w Kielcach. W późniejszych latach opublikował m.in. książkę wspomnieniową pt. Pierwsze dni (1964) i Karabin zamienili na pług (1963).
Pochowany na Cmentarzu Wojskowym na Powązkach.